# Frances Sargent Osgood
Pour les articles homonymes, voir Osgood et Locke.
Frances Sargent Osgood, née Locke (18 juin 1811 – 12 mai 1850) est une poétesse américaine et l'une des plus populaires femmes de lettres de son temps. Surnommée « Fanny », elle est également célèbre pour ses échanges de poèmes romantiques avec Edgar Allan Poe.

## Biographie

### Jeunesse
Née à Boston, dans le Massachusetts, Frances Sargent Locke est la fille de Joseph Locke, un riche marchand, et de sa seconde épouse, Mary Ingersoll Foster, sœur de sa première épouse, Martha Ingersoll. Mary était également veuve de Benjamin Foster, avec lequel elle avait eu deux enfants : William Vincent Foster et Anna Maria Wells, qui se consacrera également à la poésie et s'associera à Frances. Joseph et Mary ont eu sept enfants, notamment Andrew Aitchison Locke, lui aussi écrivain.
Après des études au prestigieux lycée pour jeunes demoiselles de Boston, sa poésie est publiée pour la première fois en 1826 dans un bimensuel publiant de la poésie enfantine intitulé Juvenile Miscellany et édité par Lydia Maria Child.

### Mariage
En 1834, alors qu'elle compose des poèmes inspirés par des peintures, Frances rencontre Samuel Stillman Osgood, un jeune portraitiste du Boston Athenaeum, qui lui demande de poser pour un portrait. Ils se fiancent avant l'achèvement de la toile et se marient le 7 octobre 1835.
Après le mariage, le couple part en Angleterre. Le 15 juillet 1836 naît leur première fille, Ellen Frances. En 1838, toujours en Angleterre, elle publie un recueil de poèmes, A Wreath of Flowers from New England, qui comprend Elfrida, un poème dramatique en cinq actes, suivi bientôt par un second volume, The Casket of Fate.
À la mort de son père, les Osgood rentrent à Boston en 1839. Après la naissance de leur seconde fille, May Vincent, le 21 juillet 1839, ils s'installent à New York. Osgood devient un membre apprécié de la société littéraire de New York et un auteur prolifique. Nombre de ses écrits sont publiés dans les magazines littéraires les populaires de l'époque. Elle publie parfois sous les pseudonymes de « Kate Carol » ou de « Violet Vane ». Son livre, The Poetry of Flowers and the Flowers of Poetry paraît en 1841. D'autres œuvres sont publiées : The Snowdrop, a New Year Gift for Children (1842), Rose, Sketches in Verse (1842), Puss in Boots (1842), the Marquis of Carabas (1844) et Cries in New York (1846).
Si sa vie professionnelle est un succès, sa vie personnelle la fait souffrir. On estime que les Osgood se séparent en 1844.

### Relations avec  Poe

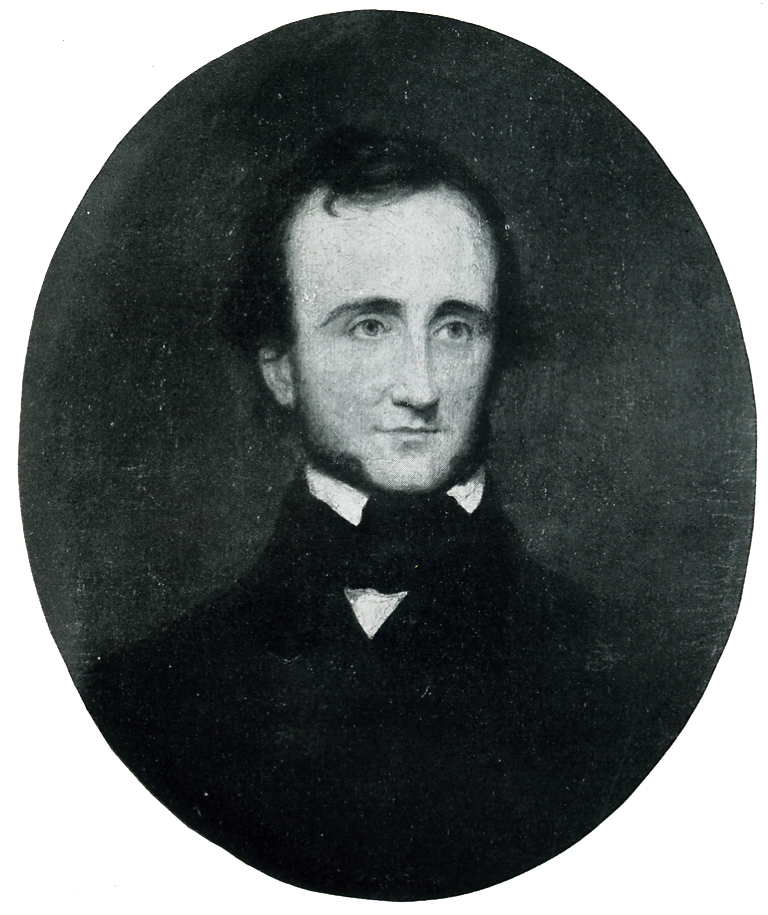
Portrait de Poe par Samuel Stillman Osgood, époux de Frances

En février 1845, Poe donne à New York une conférence dans laquelle il critique la littérature américaine, particulièrement Henry Wadsworth Longfellow. Il fait un cas à part, cependant, d'Osgood, affirmant qu'elle est « un avenir rose » dans la littérature. Bien qu'elle n'ait pas assisté à la conférence, elle écrit, dans une lettre, que Poe est « appelé le plus sévère critique du jour », ce qui rend son compliment d'autant plus impressionnant.
On considère que la première rencontre de Poe et d'Osgood a lieu, par l'intermédiaire de Nathaniel Parker Willis, en mars 1845, alors qu'Osgood est séparée (mais non divorcée) de son époux. L'épouse de Poe, Virginia, est toujours en vie, mais victime d'une maladie mortelle. Poe aurait été attiré par Osgood en raison de leur commune origine bostonienne et, peut-être, de sa sincérité, qui pouvait lui rappeler Virginia. Elle aurait, en outre, été aux premiers stades de la tuberculose, tout comme Virginia.
Grâce à sa position de copropriétaire du Broadway Journal, Poe fait publier plusieurs de ses poèmes, notamment ceux qui témoignent d'un flirt littéraire, auxquels il répond en publiant ses propres poèmes, parfois sous le pseudonyme d'Edgar T. S. Grey. Le plus célèbre de ces poèmes est A Valentine (1846). Le poème est en fait un acrostiche qui cache le nom d'Osgood, l'initiale de chaque composant une lettre de son nom complet « Frances Sargent Osgood ». En dépit de leurs échanges passionnés, on considère que les relations entre Poe et Osgood sont restés purement platoniques.
Curieusement, l'épouse de Poe, Virginia, a approuvé cette relation et parfois invité Frances à visiter leur maison. Virginia devait penser que leur amitié avait un effet favorable sur son mari; elle a ainsi amené Poe à renoncer à l'alcool. Virginia peut également avoir été consciente qu'une mort prochaine la menaçait et cherché quelqu'un pour s'occuper de Poe. Samuel, l'époux d'Osgood, n'a, lui non plus, rien objecté à leur relation, apparemment fatigué par le caractère impétueux de sa femme; lui-même avait une réputation de séducteur. D'autres, cependant, ne l'ont pas accepté; Frances Osgood et Poe ont été largement critiqués et harcelés.
La poétesse Elizabeth F. Ellet, dont Poe avait dédaigné l'affection, diffuse des rumeurs sur l'amitié entre Poe et Osgood, signalant mêmes à Virginia de présumées inconvenances. Ellet a même suggéré que le troisième enfant d'Osgood, Fanny Fay, n'était pas de son époux, mais de Poe. Fanny Fay est née en juin 1846, avant de mourir en octobre. Kenneth Silverman, biographe de Poe, considère l'hypothèse de la paternité de Poe comme « possible mais hautement improbable ». Osgood, dans un effort pour protéger son image publique, envoie Margaret Fuller et Anne Lynch Botta afin de demander à Poe de lui retourner ses lettres personnelles pour qu'elles soient détruites. En juillet 1846, Samuel, l'époux d'Osgood, exige qu'Ellet fasse des excuses à sa femme, menaçant de la poursuivre en justice pour diffamation. Ellet répond par une lettre, dans laquelle elle revient sur ses déclarations et rejette le blâme sur Poe et son épouse Virginia. Osgood et Poe n'ont plus aucune relation après 1847.
Poe n'est pas le seul homme à avoir eu un flirt littéraire avec Frances Osgood. Plusieurs hommes ont témoigné, dans leurs écrits, de leur affection à son égard, notamment Rufus Griswold, à qui Osgood a dédicacé un livre de poésie. Elle a également écrit un poème de la Saint-Valentin où elle mélange son propre nom avec celui de Griswold. La compétition entre Griswold et Poe autour d'Osgood peut avoir joué un rôle dans leur rivalité, à laquelle Griswold a donné un tour infâme en diffamant Poe après sa mort.

### Décès

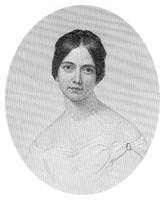
Gravure de Frances Osgood pour un recueil de poèmes de 1850

Frances Osgood et son époux se réconcilient en 1846 et s'installent à Philadelphie pour peu de temps afin d'échapper au scandale. Bien que malade, elle continue à écrire. En 1849, son époux la quitte à nouveau pour participer à la ruée vers l'or en Californie. Il rentre peu avant son décès. Frances Osgood meurt de la tuberculose en 1850. Elle est inhumée au cimetière central d'Hingham (Massachusetts).

## Œuvre
Frances Osgood était un auteur prolifique et a collaboré aux principaux périodiques de son temps. Griswold a dit, une fois, qu'elle composait des poèmes « avec presque l'aisance de la conversation ». Poe, dans une critique consacrée à son œuvre, a écrit qu'elle était « absolument sans rival, nous pensons, dans notre propre pays comme en Angleterre ». Dans son recueil de poèmes A Wreath of Flowers from New England, il explique que l'auteur montre « un sentiment profond et un goût exquis » et que son œuvre mérite une plus grande publicité. Sa critique paraît en septembre 1846 lors de la sortie de Godey's Lady's Book. En 1851, un recueil de ses écrits est publié par ses amis, sous le titre : The Memorial, Written by Friends of the Late Mrs. Frances Sargent Locke Osgood. Il est réédité sous le titre : Laurel Leaves en 1854.

### Sources
- Lydia Maria Francis Child, The Juvenile Miscellany, Boston, Mass, John Putnam, 1826.
- John G. Locke, Book of the Lockes. A Genealogical and Historical Record of the Descendants of William Locke, of Woburn, Boston, J. Munroe and co, 1853, p. 139.
- Jeffrey Meyers, Edgar Allan Poe: His Life and Legacy, Cooper Square Press, 1992  (ISBN 0815410387).
- Sidney P. Moss, Poe's Literary Battles: The Critic in the Context of His Literary Milieu, Southern Illinois University Press, 1969.
- Arthur Hobson Quinn, Edgar Allan Poe: A Critical Biography, Baltimore, The Johns Hopkins University Press, 1998  (ISBN 0801857309).
- Kenneth Silverman, Edgar A. Poe: Mournful and Never-ending Remembrance, Harper Perennial, 1991  (ISBN 0060923318).
- Dawn B. Sova, Edgar Allan Poe: A to Z, New York, Checkmark Books, 2001  (ISBN 081604161X).